# Neil Bartlett (químic)
Neil Bartlett (15 setembre 1932, Newcastle upon Tyne, Regne Unit - 5 d'agost del 2008) four un químic especialitzat en fluor famós per ser el primer en sintetitzar un compost de gas noble, l'hexafluoroplatinat de xenó {\displaystyle {\ce {XePtF6}}}.
Bartlett es formà al King's College de Durham (Regne Unit), on obtingué el títol de Llicenciat en Ciències el 1954 i el doctorat el 1958. Aquell any, Bartlett fou nomenat professor de química a la Universitat de la Colúmbia Britànica a Vancouver, Canadà, on hi romangué fins al 1966, arribant finalment al rang de professor titular. El 1966 es convertí en professor de química a la Universitat de Princeton alhora que exercia com a membre del personal de recerca dels laboratoris Bell. El 1969 s'incorporà a la Universitat de Califòrnia a Berkeley, com a professor de química, retirant-se el 1993. De 1969 a 1999 exercí també com a científic al Laboratori Nacional de Lawrence Berkeley. Bartlett es nacionalitzà ciutadà dels Estats Units el 2000.
A mitjans del segle XX es creia que tots els gasos nobles eren totalment inerts per a la combinació química. Neil Bartlett produí el 1962 el primer compost de gas noble fent reaccionar xenó amb hexafluorur de platí obtinguent un sòlid groc mostassa, l'hexafluoroplatinat de xenó:
{\displaystyle {\ce {Xe(g) + PtF6(g) -> XePtF6(s)}}}
Després en sintetitzà d'altres: el difluorur de xenó {\displaystyle {\ce {XeF2}}}, el tetrafluorur de xenó {\displaystyle {\ce {XeF4}}} i l'hexafluorur de xenó {\displaystyle {\ce {XeF6}}}. També produí el primer compost d'or quinquevalent {\displaystyle {\ce {Xe2F11+ AuF6^{-}}}}.
La fama de Bartlett va més enllà de la investigació sobre gasos nobles per incloure el camp general de la química del fluor. Mantingué un interès especial en l'estabilització d'estats d'oxidació inusualment alts dels elements i en aplicar aquests estats per avançar en la química. Bartlett també és conegut per la seva contribució a comprendre les consideracions termodinàmiques, estructurals i d'enllaç de les reaccions químiques. Ajudà a desenvolupar nous enfocaments sintètics, incloent-hi una ruta a baixa temperatura per sintetitzar fluorurs binaris inestables termodinàmicament, incloent-hi {\displaystyle {\ce {NiF4}}} i {\displaystyle {\ce {AgF3}}}. Descobrí i caracteritzà molts nous compostos de fluor i també produí molts nous compostos metàl·lics de grafit, inclosos alguns que mostren prometedors com a potents materials de bateria.